# Schönkirchen
Schönkirchen er en by og kommune i det nordlige Tyskland, beliggende i Amt Schrevenborn i den nordlige del af Kreis Plön. Kreis Plön ligger i den østlige/centrale del af delstaten Slesvig-Holsten.

## Geografi
I kommunen ligger ud over Schönkirchen, landsbyerne Schönhorst, Flüggendorf og Oppendorf der tidligere lå i kommunen Oppendorf, samt landsbyerne Hof Schönhorst og Landgraben.
Schönkirchen er beliggende nordøst for Kiel ved Bundesstraße 502, der fører langs kysten nord for Kiel til Schönberg. Jernbanen mellem Kiel og Schönberg går også gennem kommunen.